# Michelle Harvey
Michelle Louise Harvey (Brisbane, 21 de febrero de 1978) es una científica forense australiana especializada en entomología forense (uso de insectos en la investigación de delitos). Su investigación utiliza el ADN de los insectos para identificar los gusanos, lo que ayuda a estimar el tiempo transcurrido desde la muerte. Harvey ha publicado ampliamente sobre su investigación y ha sido ponente invitada en muchas conferencias. Es una persona muy activa en la promoción de la ciencia a través de compromisos de oratoria y los medios de comunicación. 

## Trayectoria
Harvey completó su doctorado/maestría en Ciencias Forenses en 2006 en el Centro de Ciencias Forenses de la Universidad de Australia Occidental (UWA) y se graduó en marzo de 2007. De 2006 a 2012 fue profesora principal de biología forense en la Universidad de Portsmouth, investigando las relaciones moleculares entre el Calliphoridae de gran importancia forense. Desde entonces, ha regresado a Australia para continuar su investigación en la Universidad Deakin, Geelong.

## Reconocimientos
- 2013: Winston Churchill Fellow
- 2004: Brownes Mujer del Año de Australia Occidental en la Ciencia[5]
- 2003: Sir Keith Murdoch Miembro de la Asociación estadounidense-australiana (investigación de posgrado en el Centro de investigación antropológica (conocido como granja de cuerpos) en Knoxville, Tennessee)[2][5]
- 2001/2002: Rotary Ambassadorial Scholar (Universidad de Pretoria, Sudáfrica)[5]